# Görög labdarúgó-szövetség
A Görög labdarúgó-szövetség (görögül: Ελληνική Ποδοσφαιρική Ομοσπονδία, magyar átírásban: Elinikí Podoszferikí Omoszpondía) Görögország labdarúgó-szövetsége.

## Történelme
Az ország három jelentős szövetségének (Athén, Piraeus, Thessalonica) döntése által 
1926-ban alapították. A Nemzetközi Labdarúgó-szövetségnek (FIFA) 1927-től tagja. Az Európai Labdarúgó-szövetség (UEFA) tagja. Fő feladata a nemzetközi kapcsolatokon kívül a Görög labdarúgó-válogatott férfi és női ágának, a korosztályos válogatottaknak illetve a nemzeti bajnokságnak a szervezése, irányítása. A működést biztosító bizottságai közül a Játékvezető Bizottság felelős a játékvezetők utánpótlásáért, elméleti és fizikai képzéséért. A Balkánon meglévő folyamatos politikai feszültség és az amatőr szellemhez való olimpiai ragaszkodás sokáig nem engedte a játék fejlődését, a labdarúgás csak 1979-ben vált teljesen professzionálissá az országban.